# Staroegipatska umjetnost
Staroegipatska umjetnost je umjetnost starog Egipta, tj. zajednička obilježja slikarstva, arhitekture i ostalih umjetnosti koje je razvijala civilizacija iz doline Nila od oko 3100. pr. Kr. do 31. godine.
U Egiptu su smatrali da je ljudski oduprijeti se prolaznosti i težiti za trajanjem "u vječnost". "Ljudski život je prolazan, ali spomenici traju vječno" je jedno od osnovnih načela na kojima počiva egipatska umjetnost. Jedan od načina da oživotvore ovu filozofiju bila je gradnja objekata i kipova koji su bili otporni na djelovanje godina. Egipatska umjetnost je samosvojna, nikad podložna drugim utjecajima. Nasuprot tome potencijalni osvajači su uzimali egipatske običaje. Dakle, tijekom tri tisuće godina nije bilo velikih promjena u stilu, u štovanju jedne umjetnosti koja je sebi postavila velike norme: monumentalna arhitektura, vrlo stroge simetrije, stroga skulptura visokog stupnja figuracije i dekorativno, plošno slikarstvo strogih pravila. Egipatski umjetnik je službenik političke i vjerske hijerarhije; bio je puki zanatlija, anoniman, a sva je slava pripadala faraonu koji je djela naručivao i potpisivao.

## Dar Nila
Svoju dugovječnost Egipat može zahvaliti jedinstvenom zemljopisnom položaju neprohodnih pustinja na istoku i zapadu (Sahara), mora na sjeveru i visokih planina na jugu. Dakle, Egiptu nisu bile potrebne zidine da ga čuva od neprijatelja, a najveće blago koje su imali bila je plodonosna rijeka – Nil. Nilom je kroz pustinju protjecalo dovoljno vode za napajanje ljudi i stoke, i za natapanje obradnih polja, a osobito dragocjen je bio zbog redovitog izlijevanja koje je natapalo zemlju i nanosilo plodonosni mulj. 
Kako je blagostanje Egipćana ovisilo je o svakidašnjem pojavljivanju sunca i godišnjem razlijevanju rijeke, prirodne sile su se smatrale bogovima kojima je trebalo laskati i prinositi im žrtve. Većina bogova predstavlja prirodne sile, a prikazivani su obično kao životinje, pa je tako sokol bio simbol sunca, kobra - žetve itd. Egipćani su vjerovali da bogovi imaju iste potrebe kao i ljudi stoga su bogovima donosili hranu i piće, molili da primi posjetitelje, čak su im i skidali noćnu odjeću. Bogovi su putovali u procesijama i narod mu se okupljao i klicao. Pojedinci koji bi se nečim istakli mogli su biti proglašeni božanstvima, ali vrlo rijetko. Faraon je kod Egipćana vrh državnog aparata i vjerske moći, smatrao se bogom i svećenikom. Takva trajna funkcija te osobe jedna je od proturječnosti egipatske religije. U umjetnosti, faraon je prikazivan kao naručitelj i inspirator. Zato se u Egiptu vrijeme i računalo po egipatskim dinastijama, mi razlikujemo 6 glavnih perioda: Staro egipatsko kraljevstvo, Prvi prijelazni period, Srednje egipatsko kraljevstvo, Drugi prijelazni period, Novo egipatsko kraljevstvo i Treći prijelazni period.

## Arhitektura

### Gradovi
U Egiptu nisu postojali gradovi kakvi su postojali u drevnoj Mezopotamiji i onakvi kako mi zamišljamo grad jer je stanovništvo zbog izvrsnog navodnjavanja bilo apsolutno raspršeno po cijelom toku rijeke Nil. Egipatski gradovi su otvoreni, nemaju zidina, a prostorno su organizirani u odnosu prema Nilu, tako da ulice mijenjaju smjer kako rijeka zakreće. Društvene zgrade (hramovi, kraljevske palače, državni uredi itd.) nisu bile koncentrirane na jednom mjestu već razasute po cijelom gradu. Ostale građevine (npr. stambene kuće ili naseobine radnika-graditelja) bile su pravokutnih oblika, napravljene od mulja i trstike i imale su hipostilno osvjetljenje (uzdignuti središnji dio kako bi bio više osvijetljen).

### Piramide
Egipatska umjetnost je od početka obilježena smrću, tj. obredima koji prate odlazak faraona na drugi svijet. Tako je i egipatska arhitektura služila uglavnom veličanju bogova i pokojnog faraona kojima su podizani hramovi i grobnice. Faraonovi posmrtni ostaci, mumificirani i položeni u sarkofag smještani su u golemu grobnicu koja je neka vrsta pročišćivača na njegovom putu u vječnost. Prve grobnice nazivaju se mastabe (arapski: "klupa"); to su grobnice pravokutne osnove, napravljene od cigli ili kamena, a sastoje se od tzv. bunara (koji se nalazi u sredini objekta i služi za smještaj sarkofaga koji bi se zatrpao kamenjem) i kapele (koja je bila u visini zemlje i služila je za pogrebne darove. Tipično za mastabu starog carstva su tzv. lažna vrata koja pokazuju pokojnika. Ona su ograničena stupovima i arhitravom (gredom na dva stupa). Prema važnosti hrama vrata su bila različite veličine, od 50 cm pa dalje.
Evolucijom mastabe došlo je do izgradnje tzv. stepenastih piramida od kojih je najznačajnija ona faraona Džozera iz 3. dinastije (Staro Carstvo). U Sakari na mjestu stare mastabe u koju su se sahranjivale kraljica i kraljevska djeca nije bilo dovoljno mjesta za faraona Džozera, pa je Imhotep, prvi poznati arhitekt, povećao osnovu od kvadrata u pravokutnik i na nju dodao još 4 terase - platforme, a kasnije još dvije. Pretpostavlja se da je ovakva simbolika koja vodi stepenasto prema nebu trebala olakšati uzlet duše pokojnika prema vrhovnom bogu suncu - Ra. Džozerov kompleks, pored piramide, sadržavao je ulaznu kapiju, trijem, kapele i sve je bilo opasano velikim zidom. 
Naziv piramide potječe iz grčkog jezika i znači kolač od žita, vjerojatno su stoga piramide u Bibliji nazvane egipatskim žitnicama. Neke piramide nisu nikad bile korištene kao grobnica vladara, a jedna teorija smatra da su te piramide bile samo nadgrobni spomenici. Faraon Snofru, prvi vladar 4. dinastije, zapovjedio je izgradnju Crvene piramide nakon što su mu radnici sagradili raniju, Savijenu piramidu, koja je bila velika pogreška jer nije ispala savršena.
Najpoznatiji kompleks piramida je pored Gize, faraona Kufua, Kafre i Menkaure (4. dinastija). Najstarija i najveća je Keopsova piramida (230 x 148 m), pored nje su 3 manje oštećene. Monumentalni volumen piramide je jako zatvoren, gotovo puno geometrijsko tijelo ravnih stranica. Na površini bilo je oklopljeno najglatkijim pločama koje su reflektirale svjetlo i u golemom prostranstvu pustinje odavale istinski zapanjujući dojam na promatrača. U unutrašnjosti, piramida se sastoji od uskih mračnih hodnika koji vode do glavne faraonove grobne komore koja je, u odnosu na monumentalni volumen zida piramide, jako mala (10 x 5 x 5 m). Od glavne sobe nalazi se niz prostorija različitih vjerskih namjena, a zanimljiv je i maleni tunel za zrak koji gleda na zviježđe Orion, jedinu nepokretnu točku na noćnom nebu koje se ne miče i koje je vjerojatno služilo kao orijentacija pri gradnji. Plan svake piramide je drugačiji, samo je ulaz uvijek na sjevernoj strani. Druga piramida je Keopsovog sina Kefrena, a treća, najmanja, Kefrenovog sina Mikerina.

### Hramovi
Ispred svake od navedenih piramida nalazi se kompleks hramova, od Hrama u dolini, pored Nila, polazi strma uzlazna cesta te vodi do hrama mrtvih neposredno smještenog ispred piramide, a piramidu smatramo monumentalnim završetkom cijelog kompleksa. Hram u dolini i hram mrtvih obično se sastojao od ulaza s pilonima (zidovi u obliku krnjih piramida), hodnika, jedne ili dvije hipostilne dvorane (dvorane sa stupovima, grč. hipo = više, stil = stup), dvorišta sa statuama i jednom ili više kapela. Na ovaj način gradit će se skoro svi egipatski hramovi. 
Takav je i Amonov hram u Karnaku koji je građen od XII. dinastije (Srednje egipatsko kraljevstvo) do Ptolomeja (XXX. dinastija), oko tisuću pet stotina godina. Sam hram dug je 355 m, a do njega vodi aleja sfingi dugačka 400 i široka 20 m. Započinje pilonima, nastavlja se hipostilnom dvoranom i središnjom dvoranom sa svetištem. Pravocrtni hod od portala, kroz sve geometrijske prostorije, do svetišta određuje prostor hrama. Ovo je arhitektura straha, jer piloni daju lažni dojam da se na njih možemo uspeti, hipostilne dvorane s preglomaznim stupovima su zastrašujuće i tamne, a pogled sprijeda nam stvara lažni dojam prohodnosti do svetišta kojem su mogli pristupiti samo odabrani. Pristup prvoj prostoriji bio je dozvoljen svima, hipostilnoj dvorani samo plemićima i svećenicima, svetištu samo svećenicima i faraonu, a u svečanu salu je ulazio samo faraon.
Arhitekturu Egipta doživljavamo u boji kamena, ali prvobitno je bila ukrašena reljefima potpuno oslikana bojama, natpisima ili slikama na zidu. Zanimljivi su i egipatski kapiteli (grč. glava) stupova koje možemo usporediti s ljudskom figurom. Kako na figuri ljudsko lice najviše izražava karakter pojedinca, tako su kapiteli u egipatskom hramu najizražajniji i najdorađeniji. Egipatski kapiteli su uglavnom oblikovani prema biljnom svijetu: uski, kao sastavljen od snopa valjkastih traka papirusa ili široki, valovita obrisa, na uzoru cvijeta lotosa.
Iz razdoblja Srednjeg kraljevstva inače nema arhitektonskih spomenika jer su bili uglavnom građeni od cigle, skromnih razmjera, izvana obloženi oplatom od kamena koja je svuda propala. U to vrijeme je rođena težnja da se dostigne veličina Starog kraljevstva, ali se istovremeno želi napraviti na izvjestan način realistična analiza koja je u starom carstvu bila nepoznata.
Najljepši hram je svakako onaj faraonke Hatšepsut u Deir el-Bahari (Novo egipatsko kraljevstvo). To je djelo arhitekta, svećenika i ljubavnika faraonke, Senmuta. Pored stroge osi simetrije, jedinstva korpusa s ravnotežom nizova arkada s rampama, važniji je snažan kontrast perforacija tkiva arhitekture (kolonade) i ogromne, monolitne mase gorja. Na prvi pogled promatraču se može učiniti da lagani stupovi bez kapitela nose cijelu težinu planine.
U zapadnoj Tebi Ramzes I. iz XIX. dinastije sagradio je hram mrtvih u Karnaku- Ramzeum. Ovaj gigantski kompleks od opeke je zapravo klasični egipatski hram koji počinje s trijumfalnim stupovima (obeliscima), a portal je uokviren pilonima na koje se veže dvorište s kipovima boga Ozirisa (sačuvana 4 kipa), zatim se niže drugo dvorište s kolonadom (niz stupova), pilonima, hipostilnim dvoranama, potom dvije iste ali manje i sala sa svetištem. Ramzeum je bio posvećen bogovima Amonu i Ra. Postojanje kultnih prostora za dva boga u jednom hramu nije u suprotnosti jer su Amon i Ra vrijedili kao jedan bog, o čemu svjedoči sjedinjenje imena u Amon-Ra. 
Najvažniji vladar Ramesida, Ramzes II. daje novi polet egipatskoj arhitekturi s proširenjem hrama u Luksoru i svojom grandioznom grobnicom u stijeni (Abu Simbel). Monumentalni ulaz u grobni hram Ramzesa II. potencioniraju i uokviruju četiri kolosalne faraonove skulpture. Vladavinu Ramesida obilježava pretjerani neoklasicizam (štovanje stare umjetnosti), nakon čega egipatska umjetnost brzo počinje gubiti svoju snagu dok se faraonska država počinje raspadati.
Umjetnost u Egiptu ima prvenstveno praktičnu ulogu i nije namijenjena užitku. Tako je kiparstvo i slikarstvo Egipta bilo pod jakim utjecajem vjere u postojanje transcedentalnih sila koje je trebalo udovoljiti.

## Skulptura
Egipatska skulptura spada u najveća ostvarenja ove civilizacije, ne samo zbog velikog broja, nego i zbog stalnog odražavanja vrijednosti kroz 3000 g. Početak povijesnog doba ujedinjenja Gornjeg i Donjeg Nila u egipatsku državu predstavlja Narmerova paleta, pločica ukrašena reljefima koja se koristila za šminkanje. Ona je ukrašena reljefima koji prikazuju faraona Narmera kao simbola jedinstva zemlje, utjelovljenog boga koji pobjedonosno vlada nad silama kaosa. Kompozicijska rješenja koja se ovdje koriste javljat će se u svim kasnijim egipatskim slikama i reljefima: podjela površine okomito na trake (okomita perspektiva), vladarev lik veći od ostalih (hijerarhija), i piktografska vrijednost likova (simbolika likova, npr. sokol kao personifikacija vlasti stoji iznad papirusa s ljudskom glavom koji predstavlja deltu Nila). Taj zbir pravila prikazivanja naziva se egipatski kanon i strogo će se primjenjivati u egipatskoj umjetnosti s izuzetkom za vladavine Eknatona.
U Starom carstvu skulptura je tijesno vezana uz nadgrobnu arhitekturu, a kako su same grobnice bile hiper-dimenzionirane, tako će i skulpture biti monumentalne. Sfinga je simbol božanskog ujedinjenja ljudske mudrosti i životinjske snage. Nalazi se ispred kompleksa piramida u Gizi. 
Egipćani uglavnom rade u kamenu premda je eksploatacija diorita, crnog granita, bazalta i ostalog kvalitetnog kamena bila vrlo teška jer se kamen vadio duboko u pustinji, daleko od obala plodnog Nila.
Kipovi faraona stavljaju se ispred i unutar grobnih hramova. Kipovi idealizirano predstavljaju pokojnika, a svrha kipa je da pokojnik kroz svog dvojnika (ka) uspostavi vezu s nebom. Za vrijeme pogreba svećenik bi izgovarao magijske formule i tada bi po vjerovanju statua oživila, a pokojnik bio prisutan da primi darove. Na osnovi, postolju na kojem kip sjedi, ispisuje se ime i titula, a ponekad i misli pokojnika. U egipatskom kanonu su predviđene i različite poze, ovisno o društvenom položaju prikazane osobe. Bogovi i kraljevi se prikazuju u dvije poze: uspravnoj pozi s jednom nogom naprijed i sjedeći s rukama pruženim niz butine. Najznačajnije skulpture starog carstva su kipovi Džozera, Kefrena, Mikerina, princa Rahotepa i dame Nofret. Oni su uvijek u frontalni, veći od prirodne veličine, inkrustriranih očiju (npr. dragi kamen plave boje), a ako je bojena skulptura onda je inkarnat svjetliji za ženu, a tamniji za muškarca. 
Poput mezopotamske skulpture i egipatska skulptura je komponirana strogo simetrično, bez naznake pokreta tijela ili izraza lica. Bila je zatvorenih oblika, glatkih površina, monumentalna usred pojednostavljivanja, bez suvišnih pojedinosti. Svim sredstvima izražavala se vjera u trajnost i neuništivost egipatske države. U IV. dinastiji napravljeno je i više kipova privatnih osoba od kojih su najpoznatije statue dva pisara. Njihova specifična poza govori da su pisari, iako bez vlasti, u društvenoj hijerarhiji zauzimali povlašteno mjesto.
U razdoblju Srednjeg kraljevstva želi se napraviti realistična analiza koja je u starom carstvu bila nepoznata. Tako kip Mentuhotepa I. ima izrazito proporcionalno tijelo, a lice individualizirano i ne više tako tipizirano kao u starom carstvu. Srednje carstvo je dalo malu bojenu skulpturu, rađenu nekad u drvetu, a nekad u vapnencu. Kako nije bila ograničena propisima službene umjetnosti, u njima umjetnik uspijeva uhvatiti životnost raznih trenutaka iz svakodnevnog života (žene u kućanskim poslovima, popisivanje stoke, mali vojnici u četama …). Ovi kipići stavljali su se u grobnice i namjena im je bila da zamjene pokojnika u određenim dužnostima koje su ga čekale na “drugom svijetu”.
U doba XVIII. dinastije (Novo egipatsko kraljevstvo) težnja k realizmu je najizraženija pa prikazi faraona nisu božanski mitovi nego su puni detalja i individualiziranih karakteristika. Memnonovi kolosi su dvije masivne skulpture faraona Amenofisa III. iz oko 1370. pr. Kr. koje stoje ispred Doline kraljeva; obje više od 17 m i teže od 1300 tona.
Za faraona Amenofisa IV. (Eknaton), koji je bio pjesnik i revolucionar, dolazi do obuzdavanja svećenstva i reformacije egipatske religije koja je postala monoteistička s jednim jedinim bogom – Atonom (utjelovljenje boga Sunca Amona-Raa). Eknaton je poticao umjetnike da u novoj prijestolnici Amarni kreiraju novi ideal ljepote te se prestaje štovati egipatski kanon, a teži se slobodnijoj i realnijoj realizaciji. To je najočitije na kipovima portreta Eknatona i njegove žene Nefertiti, oboje su prikazani onakvima kakvi su i bili – Eknaton deformiran od vodene bolesti kojom su mu bile otečeni dijelovi tijela i Nefretiti koja je bila skladna ljepotica dugog vrata. Njihove su kćeri također prikazane realistično.
Dolaskom Ramesida na vlast (XIX. dinastija), završava ovo vrijeme "humanizma" i vraća se egipatskom kanonu u najstrožoj verziji – hladne i krute skulpture ogromnih dimenzija s tek pokojim minucioznim detaljem. Najveće su skulpture ispred ulaza u hram Ramzesa II. u Abu Simbelu – četiri kolosalne faraonove figure u vertikalnoj ikonografskoj perspektivi, a između njihovih nogu, do koljena, smješteni su manji kipovi koji predstavljaju njegovu suprugu.

## Pismo
Egipatsko pismo predstavlja poseban umjetnički izraz, cilj pisma je narativni, ali i dekorativni (ukrašavajući) - hijeroglifi. Natpisi uvijek prate reljefe, objašnjavaju njihov sadržaj, a čitali su se i odozgo prema dolje ili tečno s lijeva na desno i natrag s desna na lijevo. Pismo je zanimljivo jer pokazuje kako se na slikovit način mogu pojednostavljenim znakovima označiti pojedina bića, predmeti, pa i nezbiljski pojmovi, a ponekad sklopom znakova možemo čitanjem dobiti zvukove koji označavaju nešto potpuno drugo od onoga što je oslikano. Zato je egipatsko pismo predstavljalo zagonetku europskim istraživačima koji nisu navikli da jedna slika predstavlja i pojam i slog, te da se neki pojmovi mogu pisati na više načina.

## Slikarstvo
Iako su egipatski natpisi i slike većinom vezani za arhitekturu, neke od najljepših očuvani su na papirusu, tj. tankim i napetim listovima papirusa koji su se prešali i mogli se savijati u svitke i do 40 m dužine. Najočuvaniji i najljepši svitak je tzv. Knjiga mrtvih koja prikazuje putovanje mrtve duše i Ozirusov sud prije prelaska u vječni život. 
 Boja je bila jako važna u egipatskoj umjetnosti i simbolici, pa se pojavljuje i na najstarijim spomenicima, predmetima, a najbolje očuvani su u unutrašnjosti grobnica koje su bile potpuno oslikane. Tako je guščji friz iz Nefermaatova groba u Meidumu (3. dinastija) najstarija zidna slika koja je izbjegla zubu vremena. Crteži koji ukrašavaju zidove grobnica odrađeni su u plitkom reljefu, ali kako bi se stijena u kojoj je grobnica napravljena pokazala suviše trošnom, prekrivala bi se nekim malterom, zatim slojem cigle i na kraju glatkom gipsanom površinom na koju su se lako ucrtavale konture, zatim su se oslikavali natpisi i tek na kraju je dolazila boja. 
 Egipatske slike najčešće prikazuju mitološke scene, potom scene iz života faraona, borbe i prinošenje žrtvi, i na kraju scene iz svakodnevnog života. Kao i u skulpturi, slijedi se kanon: pozadina je svijetla, lice je profilu s frontalnim okom koje gleda promatrača, tijelo je frontalno s nogom u profilu, inkarnat muškarca je tamniji od ženskog. U Starom carstvu su svi likovi bili iste veličine, a cijela površina zida je bila podijeljena vodoravno na više ploha i čitali su se od dna prema vrhu.  
Najljepši primjeri slikarstva su u tebanskim grobnicama gdje počivaju vladari Novog carstva. Zidovi i stupovi ukrašavali su se tekstovima i izrazito kolorističkim prizorima iz života faraona i simbolični prikaz preobrazbe preminulog faraona u Sunce te prijenos kraljevske moći na nasljednika. U tim grobnicama se nalazio oslikani namještaj, nakit i bogato ukrašeni sarkofazi koji su svojim bogatstvom premašivali sve što se moglo vidjeti u grobnicama i svetištima od kraja IV. dinastije.

## Vanjske poveznice
- Egipat - Fascinacija tajnama napravljenim ljudskim rukama
- The Art of ancient Egypt
- Senusret Collection  Arhivirana inačica izvorne stranice od 17. ožujka 2011. (Wayback Machine)

### Ostali projekti
|  | Zajednički poslužitelj ima još gradiva o temi Egipatska umjetnost |